# Marie Jeanneret
Marie Jeanneret (* 13. Januar 1836 in Le Locle; † 4. April 1884 im Zuchthaus in Genf) war eine Schweizer Serienmörderin.

## Leben

### Familie und Ausbildung
Marie Jeanneret wurde bereits in frühester Kindheit Waise und wuchs bei einem Onkel auf.
In ihrer Jugend fiel sie dadurch auf, dass sie über vermeintliche Leiden klagte, Ärzte konsultierte und Kuren benötigte; dadurch erhielt sie oberflächliche medizinische Kenntnisse.
In den 1850er Jahren siedelte sie für einige Jahre in die Herrnhuter-Kolonie nach Königsfeld im Grossherzogtum Baden über und kehrte anschliessend nach Le Locle zurück. Nach ihrer Rückkehr klagte sie über Rückenschmerzen und unterzog sich schmerzhaften Operationen, unter anderem dem Brennen der Wirbelsäule mit glühenden Eisen.
1865 reiste sie nach Vevey, um sich von dem Augenarzt Henri Dor an einem Auge behandeln zu lassen, das angeblich blind war. Dieser bezweifelte allerdings die behauptete Erblindung.
Sie begann darauf eine Ausbildung zur Krankenpflegerin, ähnlich einer Diakonissin, an der Normalschule für Krankenwärterinnen in Lausanne, die sie nach zwei Monaten bereits wieder beendete; noch während der Ausbildung wurde sie bereits auswärts als Krankenpflegerin eingesetzt, so unter anderem bei einer Frau namens Chabloz. Nachdem sie dieser mehrmals etwas zum Trinken gereicht hatte, sass die Frau lachend mit grossen, wirren Augen auf dem Bett «und schwatzte sinnloses Zeug». An einem anderen Tag bot sie dort weiteren Personen Bonbons an, worauf sich sämtliche Personen erbrechen mussten.
1867 reiste sie erneut zu Henri Dor und behauptete, ihr drohe nun eine Erblindung auf beiden Augen. Der Arzt untersuchte sie mit einem Experiment mit einem Prisma, das ein Arzt aus Würzburg entwickelt hatte; er kam zum Schluss, dass sie die Unwahrheit sage, und entliess sie aus der Klinik. Während ihres zweiten Aufenthalts liess sie sich von einem weiteren Arzt, Goudet, wegen eines angeblichen Blasen- und Gebärmutterleidens behandeln. Dieser Arzt stellte fest, dass sie Freude an schmerzhaften Operationen verspürte, schrieb ihre Krankheit jedoch einer Vergiftung mit der Schwarzen Tollkirsche zu.

### Die Taten
Während ihres zweiten Aufenthaltes in Vevey gab Marie Jeanneret ihrer Mitbewohnerin Berthet ein Gemisch aus Wein und Zuckerwasser, worauf deren Augen und Lider wie gelähmt waren. Darauf gab sie ihr ein angebliches Brausepulver: dies führte bei ihrer Mitbewohnerin in der Nacht und am folgenden Tag zu einem deliriumähnlichen Zustand. Berthet, die danach in ihren Heimatort Nyon gebracht wurde, konnte erst am vierten Tag der Erkrankung erzählen, was vorgefallen war, schrieb dies jedoch einem unglücklichen Zufall zu und erhob keine Anklage.
Im Oktober 1867 kam Marie Jeanneret nach Genf und war anfangs in der neu gegründeten Krankenpension für alte und gebrechliche Personen der Frau Juvet krankenpflegerisch tätig. Bereits kurz nach ihrem Eintritt verstarben zwei ältere Pensionärinnen, der Tod wurde auf Entzündungen des Gehirns zurückgeführt. Im Dezember 1867 befiel die Pensionsbesitzerin plötzlich eine ähnliche Krankheit, ihr Hausarzt Bidet diagnostizierte Schleimfieber und eine Gehirnentzündung. Die Besitzerin hatte ihrer Schwägerin inzwischen mitgeteilt, sie habe den Verdacht, von Marie Jeanneret vergiftet zu werden. Am 17. Januar 1868 verstarb sie und wurde ohne Obduktion beerdigt. Kurz darauf erkrankte ihre elfjährige Tochter Julie und verstarb mit ähnlichen Krankheitssymptomen nach zwei Tagen; auch hier diagnostizierte der Hausarzt eine tuberkulöse Gehirnentzündung. Erst nach ihrem Tod wurde durch ihre jüngere Schwester Rosa bekannt, dass Marie Jeanneret ihr Bonbons gegeben hatte, worauf Julie erkrankte. Der vierzehnjährige Emil Juvet beklagte sich über Magenschmerzen, an denen er vorher nie gelitten hatte, nachdem Marie Jeanneret ihm Kakao zubereitet hatte; ein Freund, der einmal mit ihm frühstückte, musste erbrechen. Während der späteren Gerichtsverhandlung gab das Dienstmädchen Felicia Champury an, Marie Jeanneret habe das Erkranken der Personen im Voraus angekündigt; so habe sie auch mehrere Tage vor der Erkrankung von Frau Juvet auf die bevorstehende Krankheit hingewiesen und insbesondere auf deren Augen aufmerksam gemacht.
Im Mai 1868 wurde Marie Jeanneret in das Haus des französischen Malers Emile Bourcart (1827–1900) gerufen, um dessen kranke Schwiegermutter zu versorgen, und erhielt dort eine feste Anstellung. Nach einigen Tagen veränderten sich bei der Schwiegermutter die Krankheitssymptome, sie bekam Brechanfälle, stotterte unzusammenhängende Worte und wollte von Marie Jeannert nicht mehr behandelt werden, sodass Emile Bourcart Marie Jeanneret entliess. Nachdem sie gegangen war, fiel dem Maler auf, dass der Inhalt des Fläschchens mit angeblichen Baldriantropfen zu- und nicht abgenommen hatte; bei einer späteren Untersuchung des Fläschchens wurde festgestellt, dass der Inhalt mit Atropin versetzt worden war. Der Zustand der Schwiegermutter besserte sich umgehend nach dem Weggang von Marie Jeanneret.
Diese kam anschliessend in das Haus des Herrn Gross und dessen verwitweter und kinderloser Tochter, Frau Bouvier. Drei Wochen nach dem Einzug erkrankte Frau Bouvier nach einer Tasse Tee, war aufgeregt, ängstlich, hatte Brechanfälle und war auf der linken Seite gelähmt, worauf Marie Jeanneret die Pflege übernahm. In den folgenden Tage veränderte sich der Zustand sowohl zum Besseren als auch zum Schlimmeren. Zwei Ärzte, die gerufen worden waren, waren aufgrund der Symptome ratlos. Kurz darauf erkrankte Herr Gross und begann über Übelkeit, Schwindel und Lähmungsgefühle zu klagen. Er starb nach sechsunddreissig Stunden, kurz darauf auch seine Tochter. Während der späteren Gerichtsverhandlung berichteten eine weitere Hausbewohnerin und eine Besucherin über Übelkeit, nachdem sie den Tee von Marie Jeanneret getrunken hatten.
Marie Jeanneret zog darauf in die Pension Desarzens in Genf, dort wohnten die Deutsche Marie-Catherine Fritzges und eine Polin. Marie-Catherine Fritzges trank eines Abends Tee von Marie Jeanneret und fühlte sich plötzlich unwohl. Marie Jeanneret bat die Polin, Marie-Catherine Fritzges in ihr Zimmer zu bringen, sie werde in dieser Zeit eine Arznei zubereiten, und sie fügte hinzu, die Deutsche werde verrückt werden. Nachdem die Erkrankte die Arznei in einem Glas Zuckerwasser zu sich genommen hatte, wurde sie feuerrot, klagte über heftigen Durst und wollte von dem Zuckerwasser nichts mehr trinken. Mitten in der Nacht sprang die Erkrankte halb nackt aus dem Bett, redete unzusammenhängend und rannte wie besessen im Haus herum, darauf wurde sie im Hospital aufgenommen. Die behandelnden Ärzte stellten eine Erweiterung der Pupillen und Symptome einer Belladona-Vergiftung fest.

### Festnahme und Gerichtsverhandlung
Der Maler Emile Bourcart, dem auffiel, dass der Inhalt der Flasche mit den Baldriantropfen zu- statt abnahm, und der bemerkte, dass es seiner Schwiegermutter besser ging, als sie nicht mehr von Marie Jeanneret behandelt wurde, sprach darüber mit seinem Arzt Rapin. Er teilte diesem seinen Verdacht mit, dass sie mit den verschiedenen Todesfällen in Verbindung stehen könnte, worauf Rapin sich mit dem behandelnden Arzt Gautier von Frau Legeret besprach. Als die beiden Ärzte von der plötzlichen Erkrankung von Marie-Catherine Fritzges erfuhren, suchten sie den behandelnden Arzt im Hospital auf und stellten fest, dass deren Symptome mit jenen der Schwiegermutter von Emile Bourcart sowie von Herrn Gross und dessen Tochter übereinstimmten.
Die beiden Ärzte erstatteten darauf Anzeige beim Staatsanwalt, dieser ordnete die sofortige Festnahme von Marie Jeanneret an. Bei der anschliessenden Hausdurchsuchung wurden siebzehn verschiedene Fläschchen mit verschiedenen Inhalten festgestellt, unter anderem Atropinlösung, Chloroform, Laudanum (siehe Opiumtinktur) und Morphium. Sämtliche Mittel hatte sie sich von Ende Oktober 1867 bis zum 19. Juni 1868 in neun verschiedenen Apotheken in Genf, Vevey, Le Locle und La Chaux-de-Fonds beschafft.
Auf Anordnung der Staatsanwaltschaft wurden sechs Leichen von Patienten, die von Marie Jeanneret gepflegt worden waren, exhumiert. In fünf davon wurden Atropin und Morphium festgestellt, bei der sechsten war die Verwesung bereits zu weit fortgeschritten.
Marie Jeanneret wurde am 23. November 1868 angeklagt, von Ende Oktober 1867 bis Mitte Januar 1868 sechs Personen durch Gift ermordet und drei weitere Personen vergiftet zu haben. Nach dem Strafgesetzbuch des Kantons Genf konnte für diese Taten die Todesstrafe verhängt werden. Präsident des Gerichtshofs war Eugène Colladon (1805–1880), der Staatsanwalt war William Turrettini (1810–1876). Marie Jeanneret wurde durch den Rechtsanwalt Gaspard Zurlinden (1838–1915) verteidigt.
Während des Verfahrens gab sie zu, sämtlichen sechs Verstorbenen sowie den drei weiteren Opfern heimlich Atropin oder Morphium verabreicht zu haben, allerdings nicht in verbrecherischer Absicht, sondern aus medizinischem Interesse, um die Wirkung ihrer Experimente zu erfahren; hierbei habe sie die schwerwiegenden Folgen nicht bedacht.
Die Geschworenen kamen zum Urteil, dass die Angeklagte für schuldig erklärt werde, jedoch unter mildernden Umständen, sodass sie zur Höchststrafe von zwanzig Jahren Zuchthaus verurteilt wurde.
Das Urteil führte 1871 zur Abschaffung des Todesurteils im Kanton Genf, nachdem sich der Politiker Marc Héridier für die Aufhebung eingesetzt hatte.